# 上罗科马镇
上罗科马镇，是中华人民共和国四川省甘孜藏族自治州炉霍县下辖的一个乡镇级行政单位。
原为上罗科马乡，2020年6月17日撤乡设镇。

## 行政区划
上罗科马镇下辖以下地区：
一村、二村、三村、四村、五村、六村、七村、八村和若吾塘村。